# Эклектизм
Эклекти́зм (от др.-греч. ἐκλέγω — выбирать, собирать, изымать) — способ построения философской системы путём сочетания различных положений, заимствованных из других философских систем. Этот термин ввёл в употребление александрийский философ II века Потамон, которого упоминает Диоген Лаэртский в конце своего введения в трактат «О жизни, учениях и изречениях знаменитых философов».
Эклектическое направление, в том случае, когда оно приближается к синкретизму, то есть к беспринципному и не методичному соединению противоположных систем, знаменует упадок философского творчества и появляется в истории, обыкновенно, после того как известный принцип теряет в сознании людей свою силу и господствующее положение. После Платона и Аристотеля эклектизм постепенно распространяется, пока, наконец, в александрийской философии не получает всеобщего признания. То же самое замечается и в философии Вольфа по отношению к философии Лейбница. В XIX веке эклектиками были Виктор Кузен и Жуффруа, старавшиеся сочетать принципы немецкого идеализма с началами английского эмпиризма.
Критерием при определении истинности начал, которые стараются сочетать, обыкновенно служит «здравый смысл». Хотя такое направление в философии и не выдерживает критики, это ещё не значит, что всякий эклектизм должен быть осуждаем. Всякая система должна считаться с твёрдо установленными фактами и с истинными положениями, какой бы философской школе они ни принадлежали. Это хорошо выразил Лейбниц, утверждавший, что «все системы философии правы в том, что они утверждают, ошибаясь лишь относительно того, что они отрицают». Выражая стремление считаться со всеми возможными направлениями и путём критики находить в них зерно истины, эклектизм, следовательно, может обозначать требование широты кругозора в деле обоснования собственной системы.